# Stickel

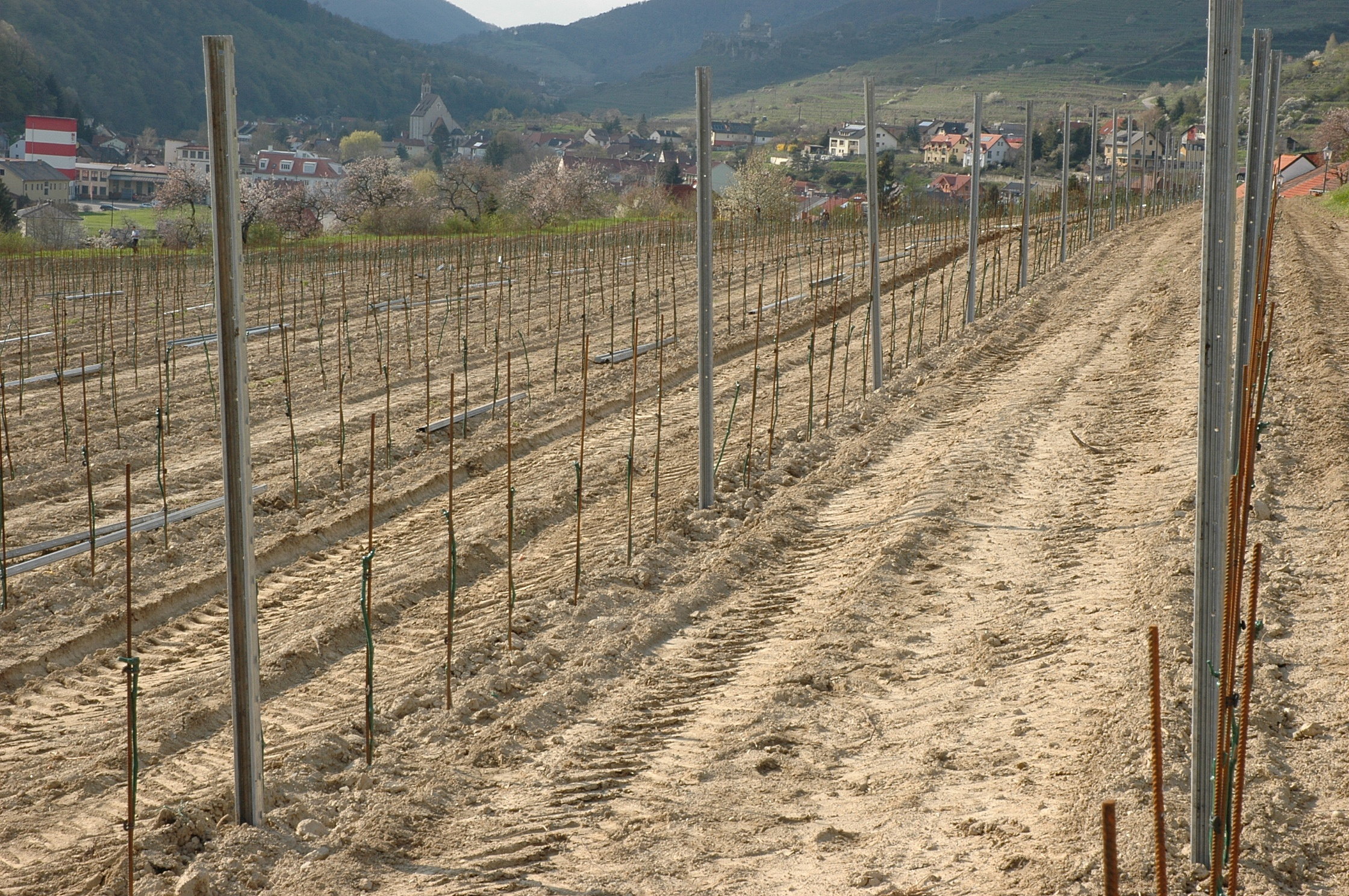
Weingarten mit errichtetem Unterstützungsgerüst. Metallpfähle, Metallpflanzpfähle bei den schon gepflanzten Hochstammveredlungen

Ein Stickel (auch Sticher oder Stiggel, in Österreich Steher, Säulen oder Bagstall) bezeichnet im Weinbau einen Pfahl aus Holz für die bis Ende der 1950er Jahre überwiegend praktizierte Stickelerziehung der Rebstöcke im Stickelwingert. Bereits die Römer verwendeten Stickel im Kammertbau für den Kammertrahmen. Die Erziehung änderte sich auch von der Stockkultur zur Hochkultur (Weitraumerziehung) und die Stickel wurden als Unterstützungsgerüst für die Rebstöcke eingesetzt.

## Technik
Der Stickel dient in der Rebstockreihe als Unterstützungspfahl, an welchem der Heftdraht, den die Kletterpflanze Weinrebe als Unterstützung benötigt, mit Krampen bzw. mit Drahthaken befestigt wird. Am Reihenende wird ein stärkerer Endpfahl benötigt, welcher mit einem Stabanker oder anderer Verankerung im Boden verankert wird. Keinesfalls sollte der Spanndraht nur an einem senkrecht stehenden Stickel befestigt werden, da dieser die auftretenden Zugkräfte nicht halten kann, ohne selbst seine Standfestigkeit zu verlieren.
Man unterscheidet zwischen Mittel- und Endpfählen (sind verstärkt).
In der Rebreihe (Stockreihe) sind Stickel nach 5 bis 6 Rebstöcken erforderlich, damit alle Drähte einen ausreichenden Halt bekommen und das Unterstützungsgerüst das Gewicht aller Triebe und Trauben tragen kann.
Von den Stickel zu unterscheiden sind Pflanzpfähle (Pflanzstäbe, Stecken), welche bei der Neuanlage von Rebflächen als Stammstütze dienen. Heute werden vor allem Bewehrungsstahl oder verzinkte Stahlprofile, GFK- oder Fichtenstecken verwendet. Teilweise kommt auch Kunststoff zum Einsatz, Akazie ist trotz ihrer Langlebigkeit und hohen Stabilität aufgrund des Preises selten, in den USA und Asien wird auch Bambus verwendet. Diese Pflanzstäbe haben besonders bei jenen Erziehungssystemen, bei denen ein höherer Stamm erzogen wird die Aufgabe, dem Stamm eine Stütze zu geben. Der Rebstamm muss regelmäßig mit dauerhaftem und elastischem Bindematerial befestigt werden, damit nicht durch die Verformung des Rebstammes die mechanischen Pflegearbeiten (Bodenpflege in der Stockreihe, Stammputzgeräte) erschwert werden.

## Pfähle
Für Pfähle (Stickel) werden verschiedene Materialien verwendet.

### Holz
Früher und teilweise heute noch werden Stickel aus Holz verwendet. Es werden dafür verschiedene Holzarten, wie Akazien, Eiche, Kastanie, Buche, Tannen, Fichte oder Kiefer verwendet. Bei der Verwendung von Stickeln aus Holz sollen heimische Holzarten verwendet werden. Ein nachhaltiger und ökologischer Weinbau erfolgt mit Stickeln aus einheimischem Holz, da dieses als nachwachsender Rohstoff eine vergleichsweise günstige Umweltbilanz aufweist. In den Stickeln ist nicht nur das Klimagas Kohlendioxid gebunden, sondern sie können auch nach jahrzehntelanger Nutzung wieder in den Umweltkreislauf zurückgeführt werden. Stickel aus Holz fügen sich außerdem harmonischer in das Landschaftsbild ein. Zur besseren Haltbarkeit müssen Holzpfähle aus Weichholzarten, zum Schutz gegen Holzfäulepilzen, imprägniert werden (Holzschutzverfahren). Früher wurden auch giftige Holzschutzmittel verwendet, z. B. Karbolineum die heute nicht mehr zulässig sind. Pfähle aus Harthölzern brauchen nicht imprägniert werden, sind aber in der Anschaffung teurer. Für die Befestigung der Drähte werden verschiedene Nägel bzw. Haken (verzinkt oder aus nichtrostendem Stahl) in das Holz eingeschlagen. Bei Hartholz müssen Haken aus Stahl verwendet werden.

### Metall

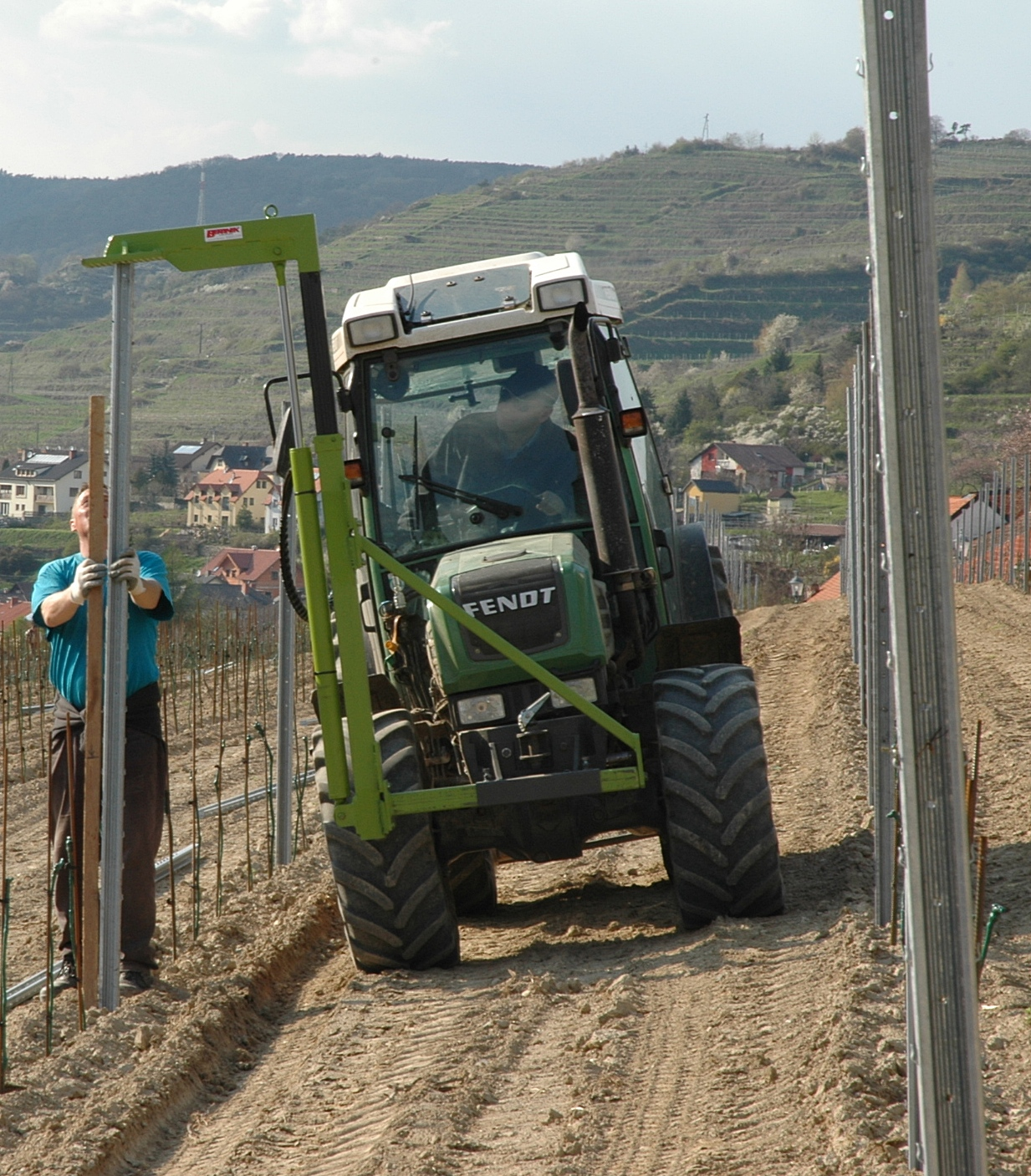
Mit dem Pfahldrücker werden Metall- oder zugespitzte Holzpfähle in der Stockreihe in den Boden gedrückt.

Sie werden heute wegen ihres geringen Gewichtes, der einfachen Drahtbefestigungsmöglichkeiten, der rasch und einfach möglichen Aufstellung durch maschinelles Eindrücken, ihre Eignung für die Maschinenlese sowie wegen ihrer Langlebigkeit und geringen Instandhaltungskosten bevorzugt verwendet.
Die Pfähle bestehen aus verzinktem, verformten Blech mit einem bestimmten Profil zur Verbesserung der Standfestigkeit oder einem quadratischen oder rechteckigem Profileisen.
Die Wandstärke der Metallpfähle beträgt ca. 1,5 mm. Sie sind zum Korrosionsschutz bandverzinkt oder stückverzinkt. Verzinkte Teile unterliegen, wie viele Metalle, einem gewissen oberflächlichen Metallabtrag. Lokal kommt es dabei im Boden zu einem höheren Zinkgehalt durch die Verwendung der verzinken Pfähle (und Drähte). Zink ist aber auch ein für alle Pflanzen notwendiges Spurenelement. Der jährliche Entzug  beträgt durchschnittlich 150 Gramm Zink/ha. Der Zinkeintrag wirkt sich nach heutigen Wissenstand nicht nachteilig auf die Entwicklung der Rebe aus.

Neuerdings werden Metallpfähle (und auch Drähte) mit einer korrosionsbeständigeren Zinkaluminiumlegierung oder Zink-Magnesiumlegierung versehen. Die so legierten Materialien sind wesentlich korrosionsbeständiger und rosten während der üblichen Nutzungsdauer (durchschnittlich 30 Jahre) eines Weingartens nicht. Ein frühzeitiger Verlust der Verzinkung an den Drähten führt zu starken Scheuerschäden an den grünen Jahrestrieben der Reben.
Die Verwindungssteifigkeit der Metallpfähle mit U- bzw. C-Profil ist konstruktionsbedingt unterschiedlich. Nach Angaben der Hersteller soll die Elastizität (Physik) der Metallpfähle ein gewisses Federn ermöglichen und damit verhindern, dass sich der Pfahl beispielsweise bei Sturm verbiegt. Vorteilhaft ist die Elastizität auch für den maschinellen Einsatz von Traubenvollerntern. Zur Verbesserung der Standfestigkeit, insbesondere zur Verbesserung der Widerstandsfähigkeit gegenüber der stärkeren Druckbelastung durch auftretende Seitenwinde, können zusätzliche Platten (diese vergrößern den Querschnitt) im Boden helfen. Wichtig ist eine ausreichende Einschlagtiefe und die Wahl nicht zu großer Abstände zwischen den einzelnen Pfählen.

### Beton
Armierte Betonpfähle sind als Reihen- oder Endpfähle möglich. Die Spanndrähte werden mit kurzen Drahtstücken festgebunden (Nachteil: Scheuerschäden), mit speziellen Befestigungsklammern gehalten oder durch bei der Produktion in der gewünschten Höhe eingelassene Löcher gefädelt. Bei normgerechter (DIN) Betonüberdeckung, -qualität und -verarbeitung sind Pfähle aus Stahlbeton dauerhafter als solche aus anderen Materialien.
In den 1960er bis 1980er Jahren weit verbreitet, werden Betonpfähle in Neuanlagen kaum noch verwendet. Das liegt zum einen daran, dass die Erstellung des Unterstützungsgerüstes sehr aufwändig ist: das hohe Gewicht erschwert die Handhabung, ein maschinelles Eindrücken der Pfähle ist problematisch. Zum anderen ist in Anlagen mit Betonpfählen eine maschinelle Lese nicht möglich, die Schwing- und Schlageinrichtungen der Lesemaschine würde beschädigt, der Beton würde zerbrechen.

### Kunststoff
Diese haben sich aus verschiedenen Gründen (hohe Kosten, Stabilität wird von der Temperatur beeinflusst, UV-Beständigkeit u. a.) nicht bewährt. Eine gewisse Ausnahme machen Pflanzpfähle aus Kunststoff.

### Bilder

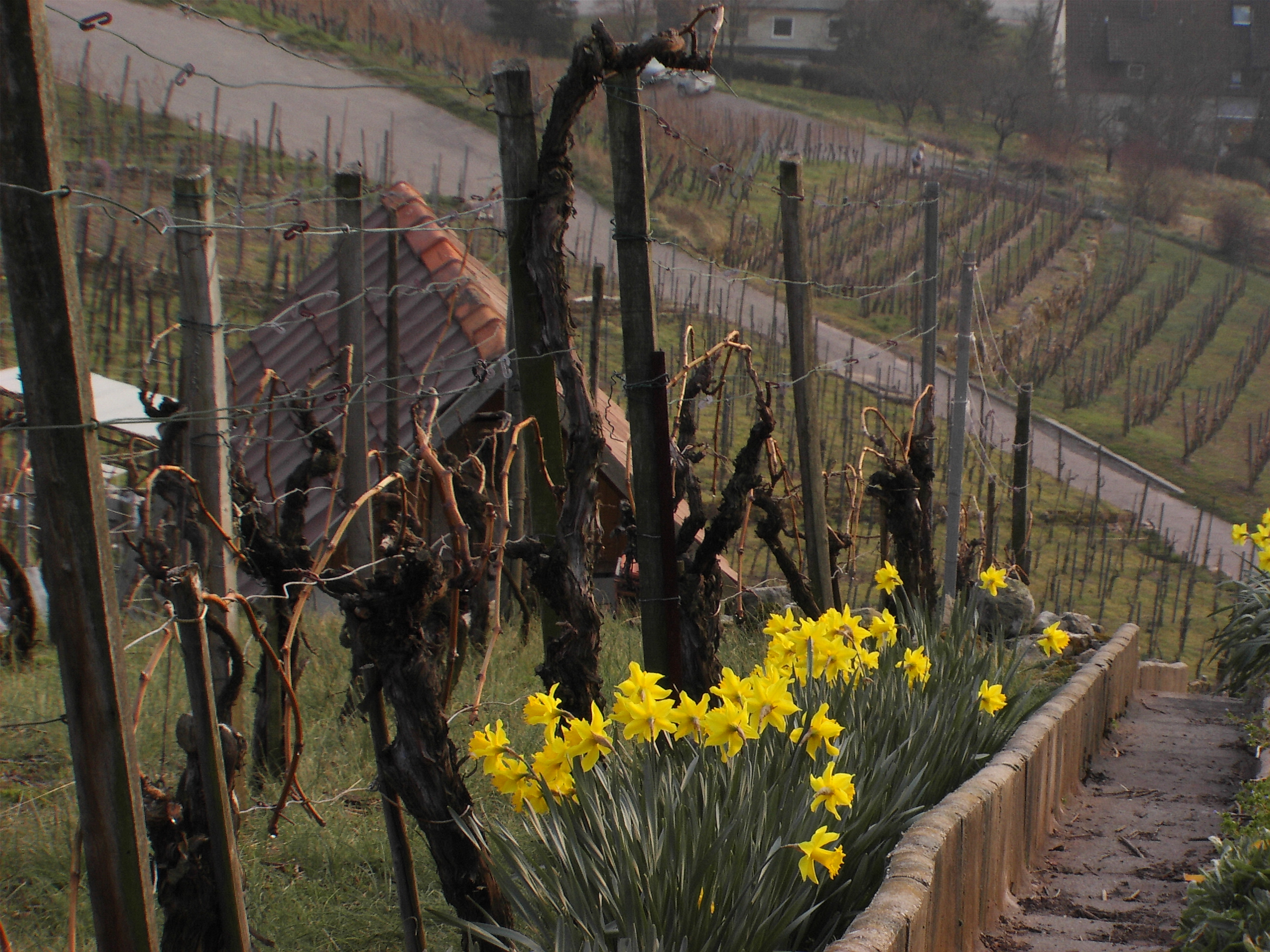
Eckiger Stickel mit Pflanzpfählen aus Holz
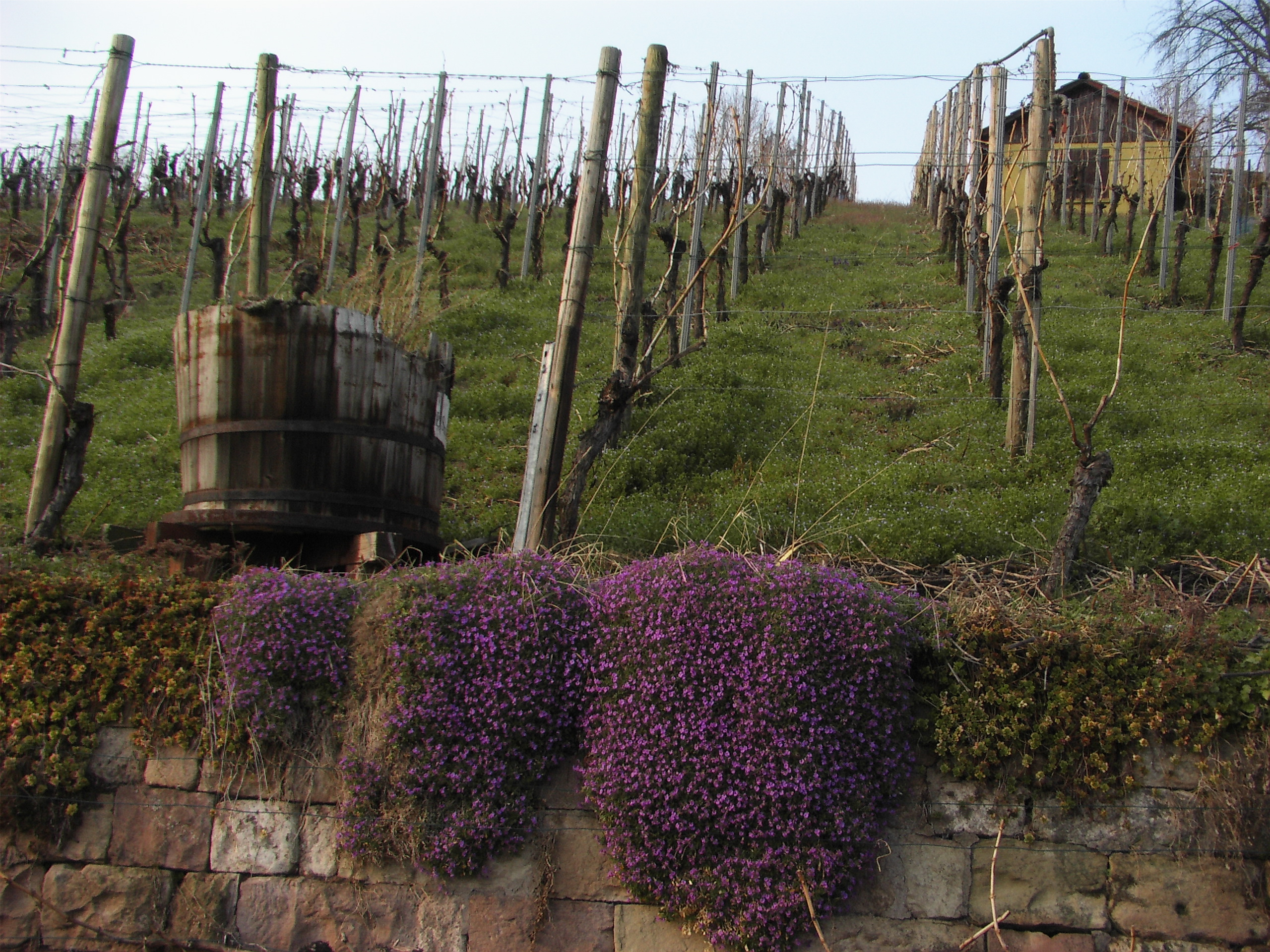
Runder Stickel und Pflanzpfählen aus Stahl
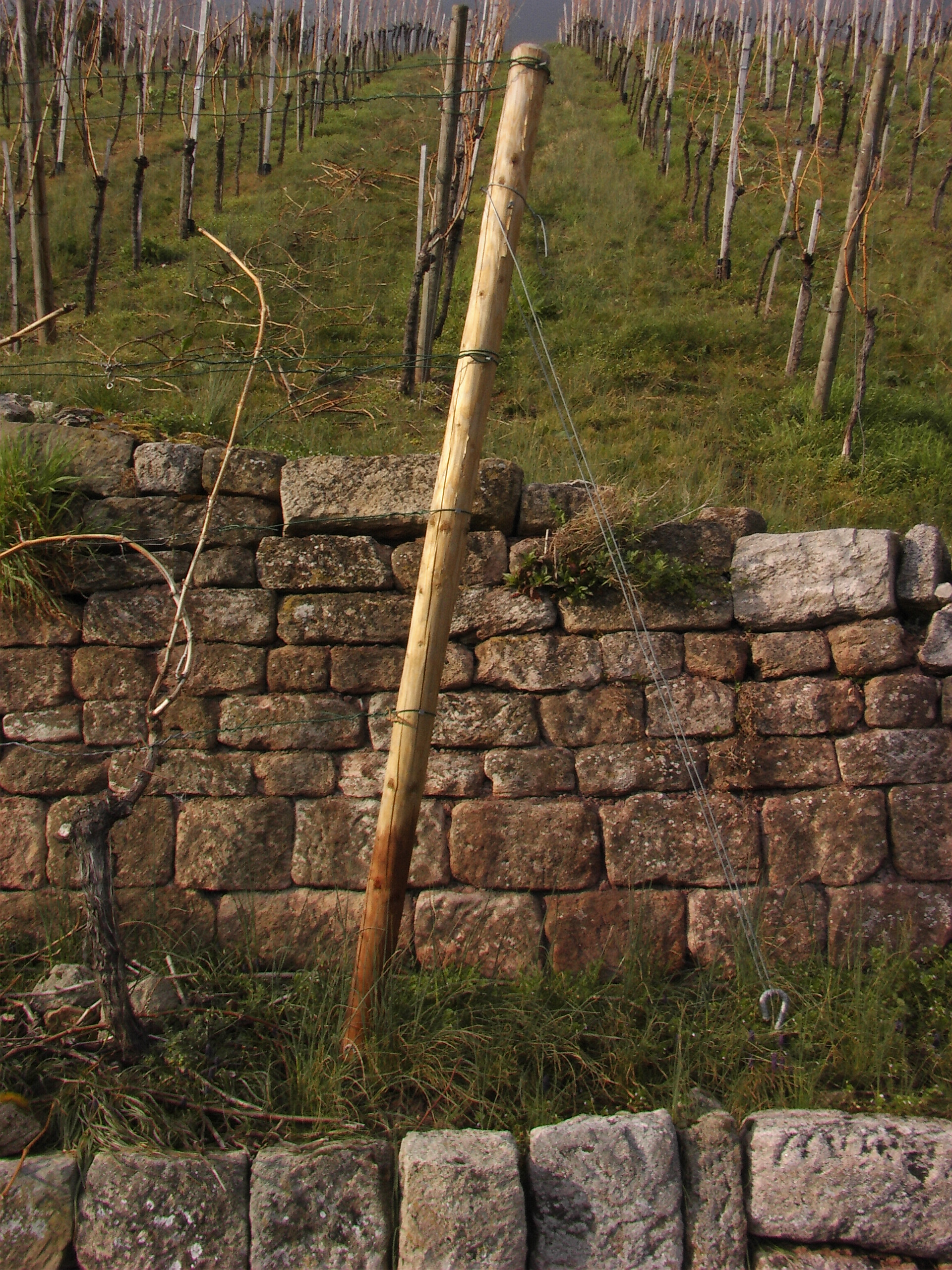
Verankerter Endpfahl
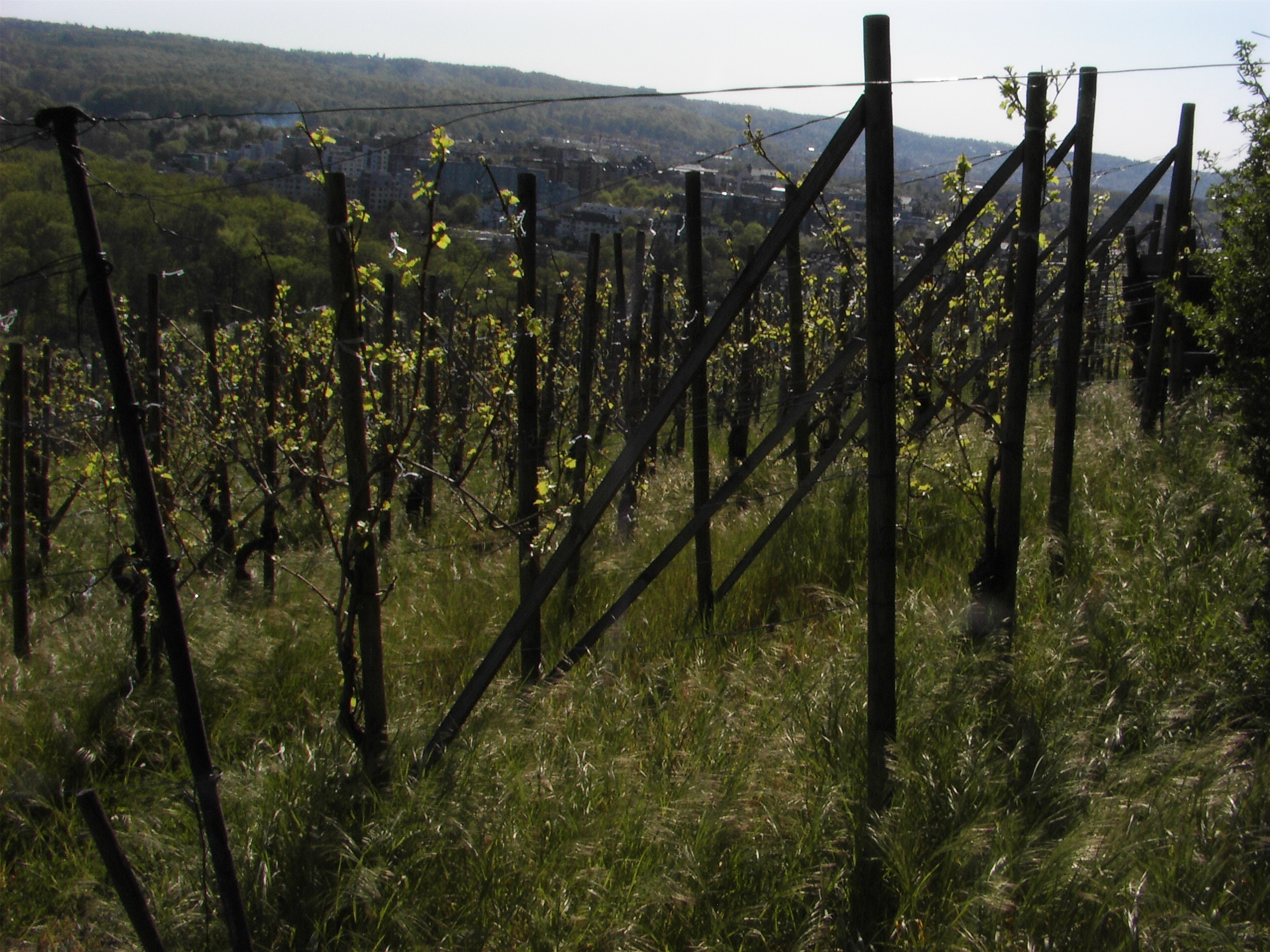
Stützpfähle zur Stabilisierung eines Spaliers
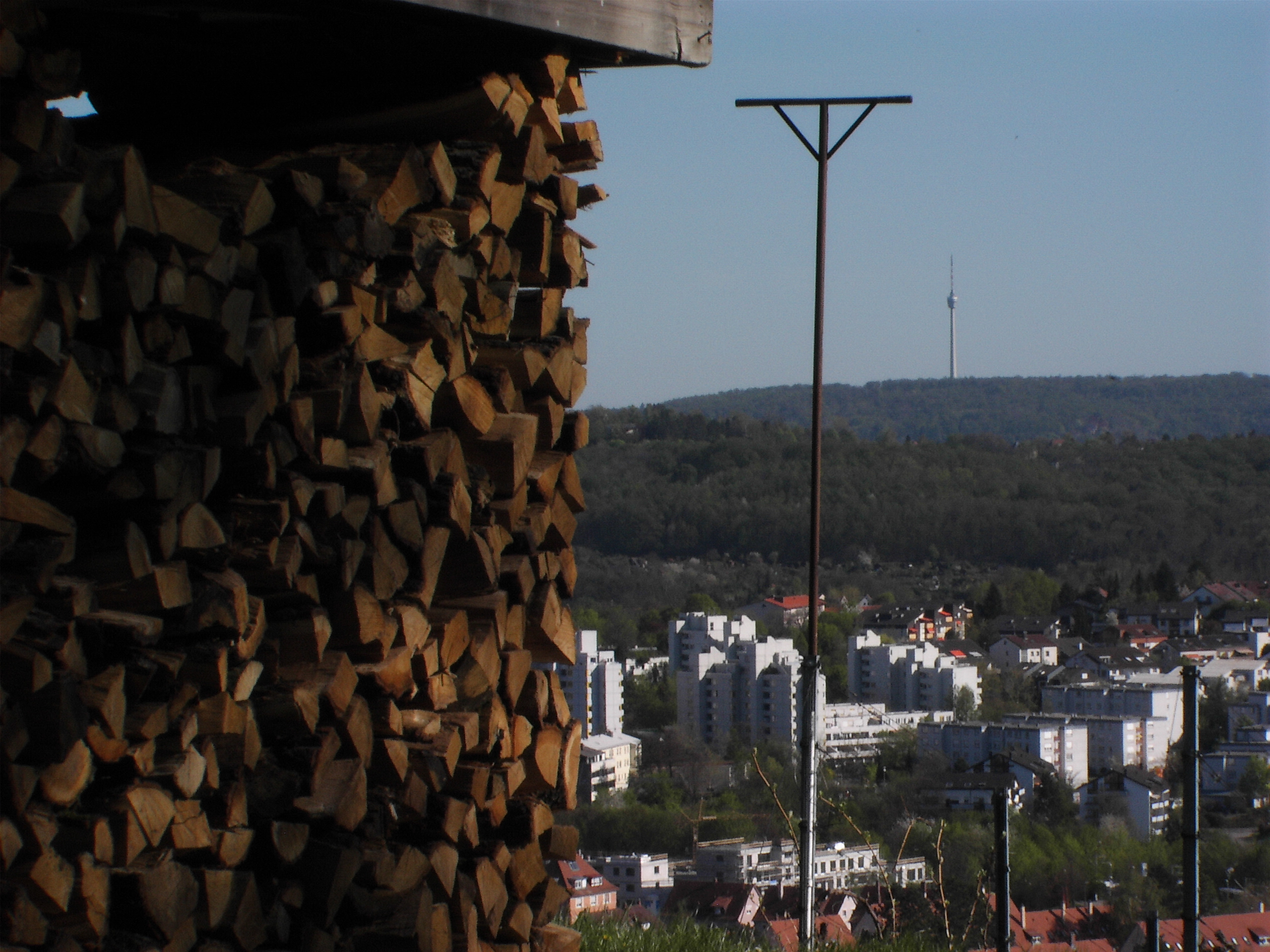
Sitzwarte für Greifvögel
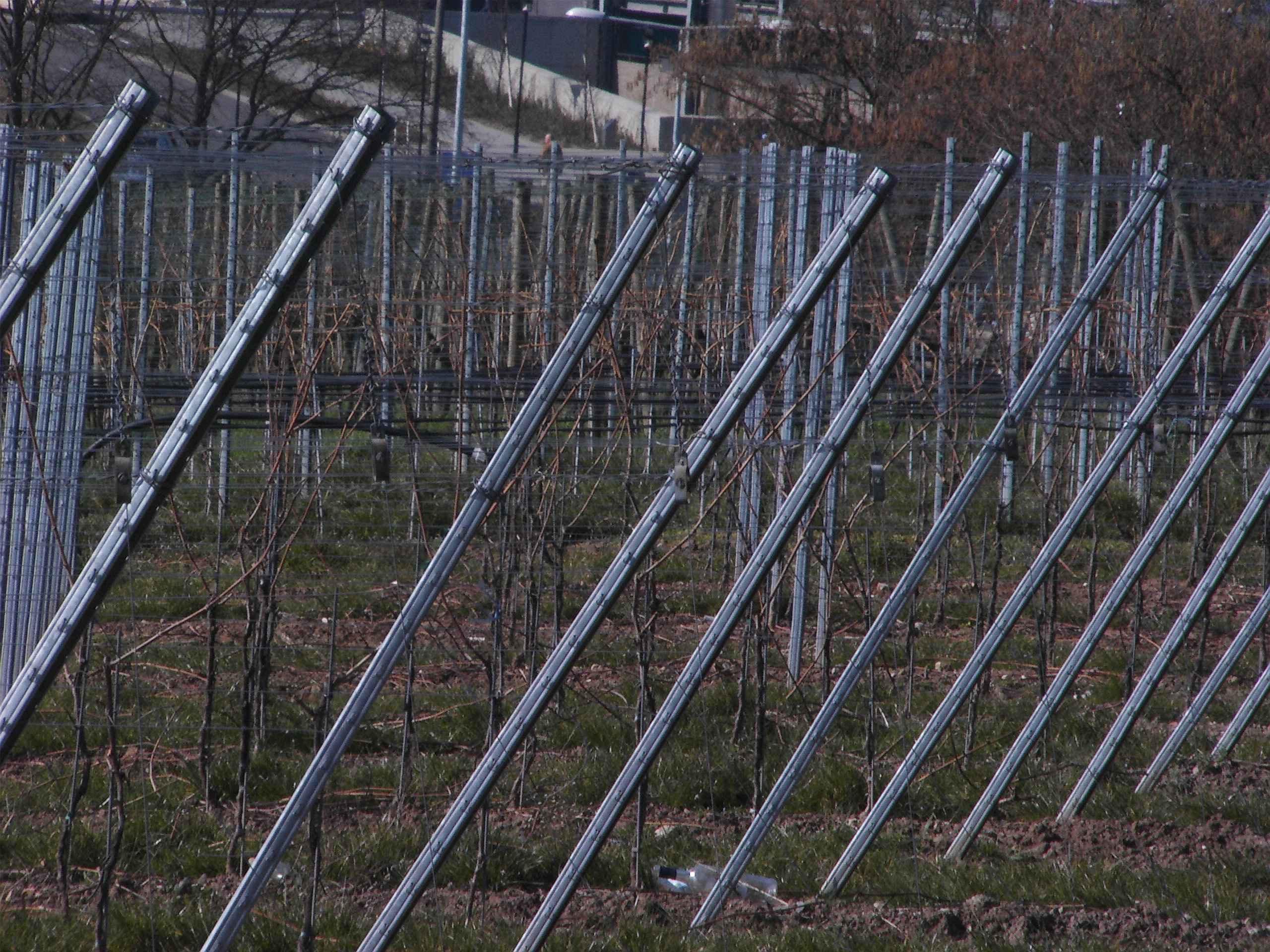
Metallpfähle
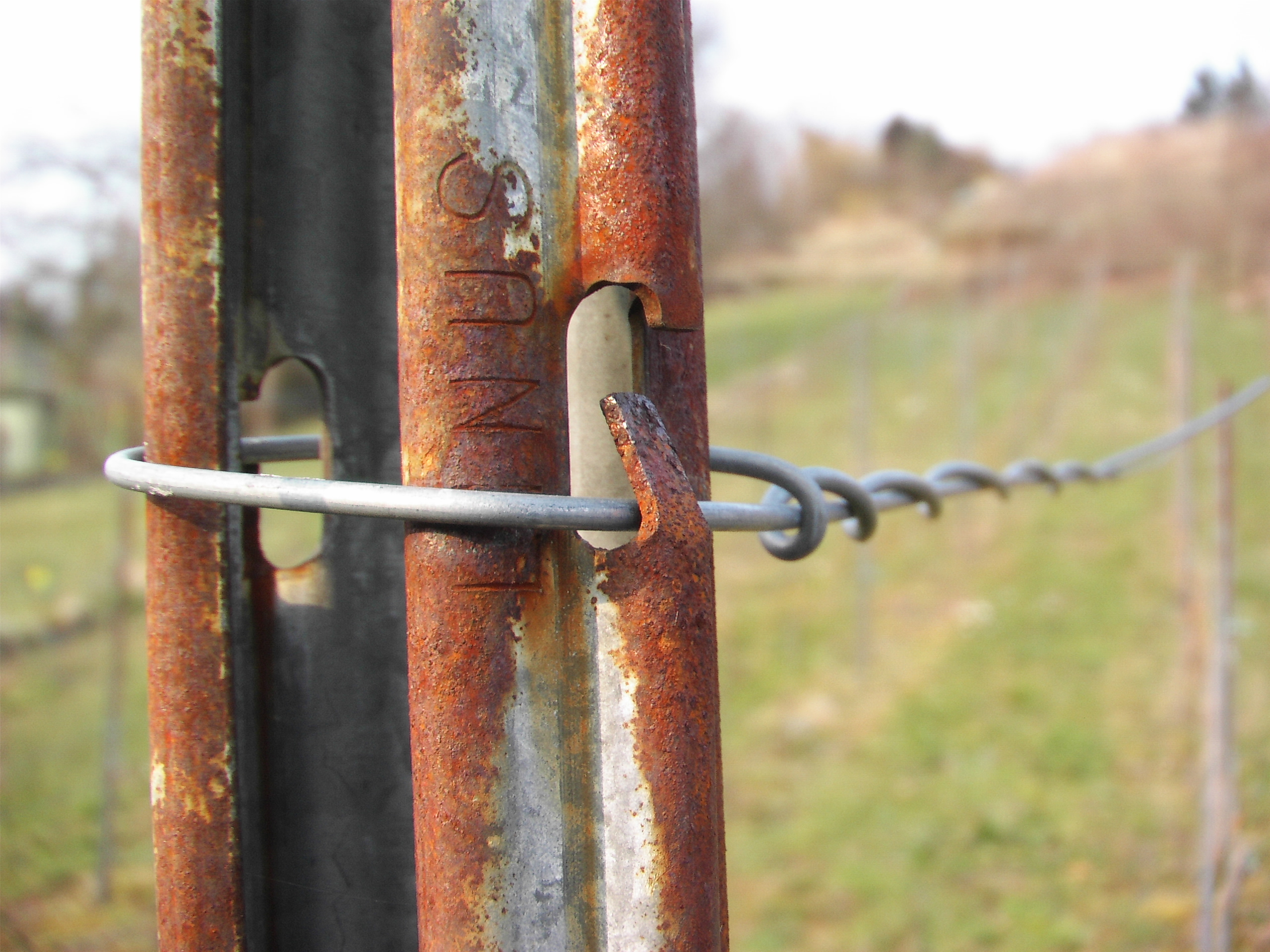
Korrosionsschäden an Metallpfahl
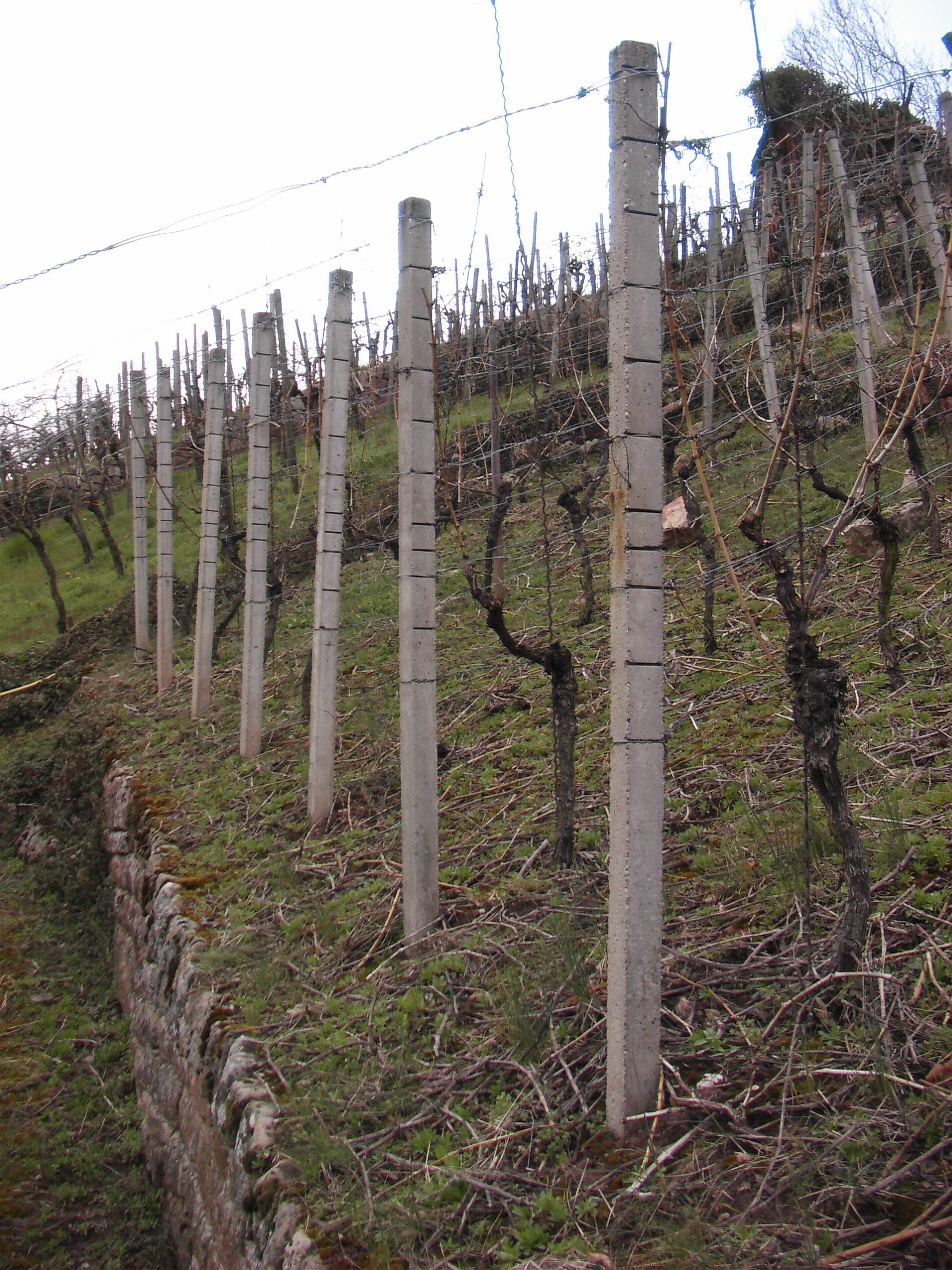
Drahspalier mit Betonpfählen